# Magellanstrædet
Magellanstrædet (spansk: Estrecho de Magallanes), også kaldet Magellanstræderne, er en sejlbar søvej i det sydlige Chile, som adskiller det sydamerikanske fastland mod nord fra øgruppen Tierra del Fuego mod syd. Det betragtes som den vigtigste naturlige passage mellem Atlanterhavet og Stillehavet. Strædet er cirka 570 km langt og 2 km bredt på det smalleste sted. I 1520 blev det opdaget af den spanske ekspedition ledet af den portugisiske opdagelsesrejsende Ferdinand Magellan, som strædet er opkaldt efter.
Magellans oprindelige navn for strædet var Estrecho de Todos los Santos ("Allehelgensstrædet"). Den spanske konge, kejser Karl 5., som sponsorerede Magellan–ekspeditionen, ændrede navnet til Magellansstrædet til ære for Magellan.
Ruten er vanskelig at navigere på grund af mange snævre passager, uforudsigelige vinde og havstrømme. I dag er det obligatorisk at benytte en lods. Strædet er kortere og mere beskyttet end Drakestrædet, som er den ofte stormfulde åbne søvej omkring Kap Horn, præget af hyppig kuling og isbjerge. Sammen med Beaglekanalen var Magellansstrædet en af de få søveje mellem Atlanterhavet og Stillehavet inden etableringen af Panamakanalen i begyndelsen af 1900-tallet.
Hele strædet ligger (siden 1843) i chilensk territorium.

## Galleri
- Rekonstruktion af skibet Victoria som Ferdinand Magellan besejlede strædet med i 1520.
- Delfiner i Magellanstrædet.
- Amerikansk hangarskib i Magellanstrædet.